# Сверир Инги Ингасон
Сверир Инги Ингасон (на исландски: Sverrir Ingi Ingason) е исландски футболист, защитник, играч на руския Ростов и националния отбор на Исландия.

## Клубна кариера
През кариерата си е играл за Брейдаблик УБК, Аугнаблик, Викинг и Локерен.

## Национален отбор
Прави дебюта си за националния отбор през 2014 г.
На 10 май 2016 г. излиза официалният състав на Исландия за Евро 2016, като Ингасон е част от списъка.